# Willi Nagelschmidt
Willi „Männ“ Nagelschmidt (* 29. Januar 1922 in Köln; † 30. Mai 1986) war ein deutscher Fußballspieler.

## Karriere
Der Stürmer gelangte vom VfL Köln 1899 zu Saisonbeginn 1948/49, sieben Monate nachdem der 1. FC Köln durch Fusion entstanden war, zu diesem. Mit seinen 16 Toren in 16 Spielen hatte Nagelschmidt, der von Gegnern vor allem für seinen „Bombenschuss“ gefürchtet wurde, großen Anteil am Aufstieg in die Oberliga West. Dort war er auch in der Saison 1949/50 ein erfolgreicher Torschütze, auch wenn die Quote bei 13 Toren in 19 Spielen nicht mehr ganz so eindrucksvoll ausfiel wie noch in der Rheinbezirksliga. Nach zwei Oberligajahren und insgesamt 32 Spielen (20 Tore) verließ er den 1. FC Köln und spielte zunächst für Fortuna Düsseldorf, anschließend in der II. Division West für den Fusionsverein SG 99/West Köln, der im Sommer 1951 aus dem VfL Köln 1899 und dem SC West Köln entstanden war.
Beruflich war er später als Fleischwarenvertreter für FC-Mäzen Jupp Schlömer tätig.

## Vereine
- VfL Köln 1899 (bis 1948)
- 1. FC Köln (1948–1951)
- Fortuna Düsseldorf (1951–1952)
- SG 99/West (ab 1951)

## Statistik
- Rheinbezirksliga
16 Spiele, 16 Tore für den 1. FC Köln

- Oberliga West
32 Spiele, 20 Tore für den 1. FC Köln
4 Spiele, 2 Tore für Fortuna Düsseldorf

## Erfolge
- 1949 Aufstieg in die Oberliga West